# 日産・モーター店
日産・モーター店（にっさん・モーターてん）は、日産自動車の過去に存在した販売チャンネル（ディーラー）の一つ。

## 概要
元々はキャブライトなどの商用車を主に扱うディーラーであったが、1960年にセドリックの販売が開始されたことからローレルなどの高級車をメインにラインナップするようになった。
モーター店が設立されていない都道府県や地域では、日産店がモーター店の取り扱い車種を取り扱っていた。その為、地域事情への配慮上、メーカー側の公式表記並びに、広告上では「ローレル販売会社」表記されていた。
高級車と商用車をメインに扱う販売店であるゆえに、ライバルのトヨタ自動車の「トヨタ店」同様、富裕層や法人客に向いてるためか、他の販売店のような販売チャンネル単体での大々的な広告展開は行われなかったものの、一応、「ゆきとどいたサービスで、長いおつきあい」(80年代初頭)、「シルビア世代からシーマ世代まで」(1988年頃)、「日産のかたちを見てください」(1993年頃)、「高級車に乗った感想をお聞きしたい」(97～98年頃)といったキャッチコピーは存在した。
1999年4月、メーカーサイドによる国内2系列化への統廃合に伴い、日産店と統合して日産・ブルーステージとなった。

## 過去の取扱車種

### 1999年3月時点の取扱車種

#### 乗用車系
太字の車種は、2025年現在も日産全店で販売されている。 また、斜体の車種は、他車と併売されていた。

##### セダン
- シーマ - プリンス店との併売。
- セドリック
- ローレル
- セフィーロ - 日産店との併売。A33型のみの取り扱い
- プレセア - サニー店との併売。
- クルー

##### 東京日産モーター、西武日産販売、大洋日産自動車販売、大阪日産モーターのみで販売
- プレジデント

##### ハッチバック
- キューブ - 全店併売のため車種のため他の系列店でも販売された。
- マーチ - 二代目（K11型）以降全店併売車種となったため他の系列店でも販売された。

##### ステーションワゴン
- ステージア - プリンス店、99年1月8日からはサニー店[3]との併売。
- セフィーロワゴン- 日産店との併売。98年12月22日から取り扱い開始。
- アベニール - 日産店との併売。初代（W10型）のみプリンス店でも併売。

##### SUV・1BOX・ミニバン
- サファリ - 日産店、プリンス店との併売車種。
- テラノレグラス
- ラシーン - 全店併売のため車種のため他の系列店でも販売された。
- キャラバンエルグランド（現・エルグランド）- プリンス店では「ホーミーエルグランド」として販売されており、事実上プリンス店との併売だった
- プレーリーリバティ - 二代目（M11型）まではプリンス店でも併売。

#### 商用車系

##### ライトバン
- アベニールカーゴ - プリンス店・日産店との併売。

##### 1BOXバン
- キャラバン - 日産店との併売。

##### トラック
- アトラス - 日産店、プリンス店との併売。
- バネットトラック - 日産店・サニー店との併売。
- ダットサントラック

##### バス
- シビリアン - 日産店、プリンス店との併売。

### 1999年3月以前に販売終了した車種

#### セダン
- インフィニティQ45 - 3代目（FY33型）シーマ販売開始に伴い販売終了。東京日産自動車販売・大阪日産自動車でも併売されていた。
- ローレルスピリット - プレセア販売開始に伴い販売終了。

#### スポーツカー
- ガゼール - 2代目（S12型）シルビア後期型に統合されたため販売終了。
- シルビア - 4代目（S12型）後期型以降サニー店との併売。7代目（S15型）へのフルモデルチェンジ時にサニー店とプリンス店、チェリー店の取り扱い車種へと変更されている。

#### ステーションワゴン
- ブルーバードワゴン - アベニール販売開始に伴い販売終了。[4]

#### SUV・1BOX・ミニバン
- パトロール - サファリの販売開始に伴い販売終了。
- キャラバンコーチ　- エルグランドの販売開始に伴い販売終了

#### 商用車系

##### ライトバン
- ブルーバードバン - アベニールカーゴ販売開始に伴い販売終了。[4]

##### トラック
- キャブスター - アトラス販売開始に伴い生産終了。
- ジュニア - アトラスに統合されたため販売終了。

##### バス
- エコー - シビリアン販売開始に伴い生産終了。